# Robert Ridgway
Robert Ridgway (n. 2 iulie 1850, Mount Carmel⁠(d), Illinois, SUA – d. 25 martie 1929, Olney⁠(d), Illinois, SUA) a fost un ornitolog american specializat în sistematică. El a fost numit în anul 1880 de către Spencer Fullerton Baird, secretar al Instituției Smithsoniene, pentru a fi primul curator de păsări cu normă întreagă la Muzeul Național al Statelor Unite ale Americii, titlu deținut până la moartea sa. În 1883, el a ajutat la fondarea Uniunii Ornitologice Americane, unde el a servit ca responsabil și editor al revistei. Ridgway a fost un remarcabil taxonomist descriptiv, culminând munca sa de o viață cu Păsările din America de Nord și de Mijloc (opt volume, 1901-1919). În timpul vieții sale, el a fost de neegalat în numărul  de specii de păsări din America de Nord pe care el le-a descris pentru știință. Ca illustrator tehnic, Ridgway a utilizat propriile sale picturi și desene schiță pentru a complementa scrierile sale. De asemenea, el a publicat două cărți care au sistematizat numele de culori pentru a descrie păsări, O Nomenclatură a Culorilor pentru Naturaliști (1886) și Standardele Culorilor și Nomenclatura Culorilor (1912). Ornitologii din toată lumea continuă să citeze studii de culoare și cărțile lui Ridgway.

## Lucrări

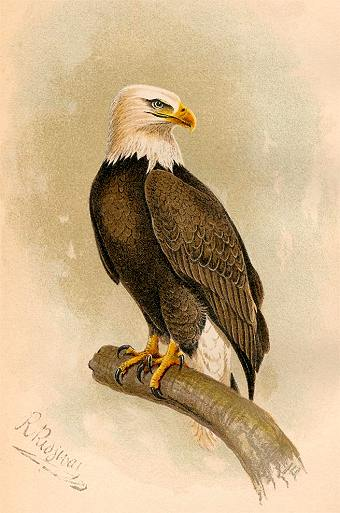
O chromolitografie a unui vultur plesuv de Robert Ridgway, de la lucrarea lui A. K. Fisher Șoimii și bufnițele din Statele Unite în relația lor cu agricultura (Departamentul de Agricultură al SUA, 1893)

## Publicații selectate
- Ridgway, Robert.  1869 (March).  "The Belted Kingfisher Again," American Naturalist 3(1):53–54.  Retrieved 28 January 2013.
- Ridgway, Robert.  1870.  "A New Classification of the North American Falconidae, with Descriptions of Three New Species."  Proceedings of the Academy of Natural Sciences of Philadelphia 22: 138–150.  Retrieved 15 January 2013.
- Ridgway, Robert.  1872 (December).  "On the Relation between Color and Geographical Distribution in Birds, as Exhibited in Melanism and Hyperchromism." (part 1 of 2) American Journal of Science, 3rd ser., 4(24): 454–460.  Retrieved 21 January 2013.
- Ridgway, Robert.  1873 (September).  "On the Relation between Color and Geographical Distribution in Birds, as Exhibited in Melanism and Hyperchromism."  (part 2 of 2)  American Journal of Science, 3rd ser., 5(25): 39–43.  Retrieved 21 January 2013.
- Baird, S.F., T.M. Brewer, and R. Ridgway.  1874.  A History of North American Birds: Land Birds.  Little, Brown, Boston.  Volume I, 596 pp.; Volume II, 590 pp.; Volume III, 560 pp.  Retrieved 14 January 2013.  A special edition, published in the same year, of 50 copies contained 36 plates hand-colored by Ridgway.[7]
- Ridgway, Robert.  1877.  "Ornithology." Volume IV, part III, pp. 303–669, of King, Clarence, Report of the Geological Exploration of the Fortieth Parallel.  U.S. Government Printing Office, Washington, D.C.  Retrieved 3 January 2013.
- Ridgway, Robert.  1880 (September).  "A Catalogue of the Birds of North America," Proceedings of the United States National Museum. 3: 163–246.  Retrieved 19 November 2013.
- Ridgway, Robert.  1881.  "Nomenclature of North American Birds Chiefly Contained in the United States National Museum," Bulletin of the U.S. National Museum 21:1–94.
- Ridgway, Robert. 1882. "Description of Two New Thrushes from the United States."  Proceedings of the United States National Museum 4: 374–379.  Retrieved 15 January 2013.  Description of Bicknell's thrush, as Hylocichla aliciæ bicknelli.
- Baird, S.F., T.M. Brewer, and R. Ridgway.  1884. The Water Birds of North America.  Little, Brown, Boston.  Volume I, 537 pp.; Volume II, 552 pp.  Retrieved 14 January 2013.
- American Ornithologists' Union.  1886.  The Code of Nomenclature and Check-List of North American Birds.  New York.  Retrieved 28 January 2013.  Members of the Committee: Elliott Coues, J.A. Allen, Robert Ridgway, William Brewster, and H.W. Henshaw.
- Ridgway, Robert.  1886.  A Nomenclature of Colors for Naturalists, and Compendium of Useful Knowledge for Ornithologists.[nefuncțională – arhivă]
  Little, Brown, Boston.  129 pp. 10 colored plates and 7 plates of outline illustrations.  Retrieved 4 January 2013.
- Ridgway, Robert.  1887.  A Manual of North American Birds, Illustrated by 464 Outline Drawings of the Generic Characters.  J.B. Lippincott, Philadelphia.  631 pp.  Retrieved 14 January 2013.
- Ridgway, Robert.  1889.  "A Descriptive Catalog of the Birds of Illinois," part I of Ridgway, Robert, and Forbes, S.A., The Ornithology of Illinois.  State Laboratory of Natural History, Springfield, Ill.  Volume I of part I.  Retrieved 22 January 2013.
- Ridgway, Robert.  1890 (February). "Scientific Results of Explorations by the U. S. Fish Commission Steamer Albatross, No. I: Birds Collected on the Galapagos Islands in 1888." Proceedings of the United States National Museum 12(767): 101–128.  Retrieved 11 March 2013.
- Ridgway, Robert.  1891.  "Directions for Collecting Birds."  Bulletin of the United States National Museum 39A: 1–27.  Retrieved 19 March 2013.
- Ridgway, Robert.  1892.  "The Humming Birds." Report of the National Museum for 1890: 253–383.  Retrieved 21 January 2013.
- Ridgway, Robert. 1894 (November). "Descriptions of Twenty-Two New Species from the Galapagos Islands."  Proceedings of the United States National Museum 17(1007): 357–370.  Retrieved 22 January 2013.
- Ridgway, Robert.  1895.  "A Descriptive Catalog of the Birds of Illinois," part I of Ridgway, Robert, and Forbes, S.A., The Ornithology of Illinois.  State Laboratory of Natural History, Springfield, Ill. Volume II of part I.  Retrieved 22 January 2013.
- Ridgway, Robert. 1897 (March). "Birds of the Galapagos Archipelago."  Proceedings of the United States National Museum 19(1119): 459–670.  Retrieved 21 January 2013.
- Ridgway, Robert.  1901 (October).  The Birds of North and Middle America.  A Descriptive Catalogue of the Higher Groups, Genera, Species, and Subspecies of Birds Known to Occur in North America, from the Arctic Islands to the Isthmus of Panama, the West Indies and Other Islands of the Caribbean Sea, and the Galapagos Archipelago. No. 50, Part I.  U.S. National Museum, Washington, D.C.  745 pp.  Retrieved 12 January 2013.
- Ridgway, Robert.  1902 (October).  The Birds of North and Middle America. No. 50, Part II.  U.S. National Museum, Washington, D.C.  854 pp.  Retrieved 12 January 2013.
- Ridgway, Robert.  1904 (December).  The Birds of North and Middle America. No. 50, Part III.  U.S. National Museum, Washington, D.C.  840 pp.  Retrieved 12 January 2013.
- Ridgway, Robert.  1907 (July).  The Birds of North and Middle America.  No. 50, Part IV.  U.S. National Museum, Washington, D.C.  1029 pp.
- Ridgway, Robert.  1911 (November).  The Birds of North and Middle America. No. 50, Part V.  U.S. National Museum, Washington, D.C.  892 pp.  Retrieved 12 January 2013.
- Ridgway, Robert.  1912.  Color Standards and Color Nomenclature.[nefuncțională – arhivă]
 Washington, D.C.  44 pp. 53 colored plates. Retrieved 4 January 2013.
- Ridgway, Robert.  1914 (April).  The Birds of North and Middle America. No. 50, Part VI.  U.S. National Museum, Washington, D.C.  902 pp.  Retrieved 12 January 2013.
- Ridgway, Robert.  1916 (May).  The Birds of North and Middle America. No. 50, Part VII.  U.S. National Museum, Washington, D.C.  556 pp.  Retrieved 12 January 2013.
- Ridgway, Robert.  1919 (June).  The Birds of North and Middle America. No. 50, Part VIII.  U.S. National Museum, Washington, D.C.  868 pp.  Retrieved 12 January 2013.
- Ridgway, Robert.  1923 (April).  "A Plea for Caution in the Use of Trinomials." The Auk 40(2): 375–376.  Retrieved 28 January 2013.

## Link-uri externe
- Opere de sau despre Robert Ridgway la Internet Archive
- Ridgway Documente de Familie de la Universitatea de Stat din Utah Arhivat în 1 septembrie 2006, la Wayback Machine.
- Standarde de culoare și de culoare nomenclatura
- Historical marker de comemorare Ridgway și Păsări de Paradis
- Universitatea Harvard Ierbare & Biblioteci botaniști date de intrare
- Robert Ridgway pasăre specimen desene
- Ridgway (1886) Un nomenclator de culori pentru naturaliști, și compendiu de cunoștințe utile pentru ornitologi Arhivat în 20 iulie 2015, la Wayback Machine. - Linda Sala de Bibliotecă
- Ridgway (1912) standarde de Culoare și de culoare nomenclatura Arhivat în 20 iulie 2015, la Wayback Machine. - Linda Sala de Bibliotecă